# Estação Iéna
Iéna é uma estação da linha 9 do Metrô de Paris, localizada no 16.º arrondissement de Paris.

## História
A estação foi aberta em 27 de maio de 1923. Ele leva o nome de uma cidade alemã, onde flui o Saale, perto de onde o exército francês de Napoleão derrotou os Prussianos comandados pelo príncipe de Hohenlohe em 1806 na batalha de Jena.
Em 2011, 2 115 003 passageiros entraram nesta estação. Ela viu entrar 2 280 935 passageiros em 2013, o que a coloca na 233a posição das estações de metrô por sua frequência em 302.

## Serviços aos Passageiros

### Acesso

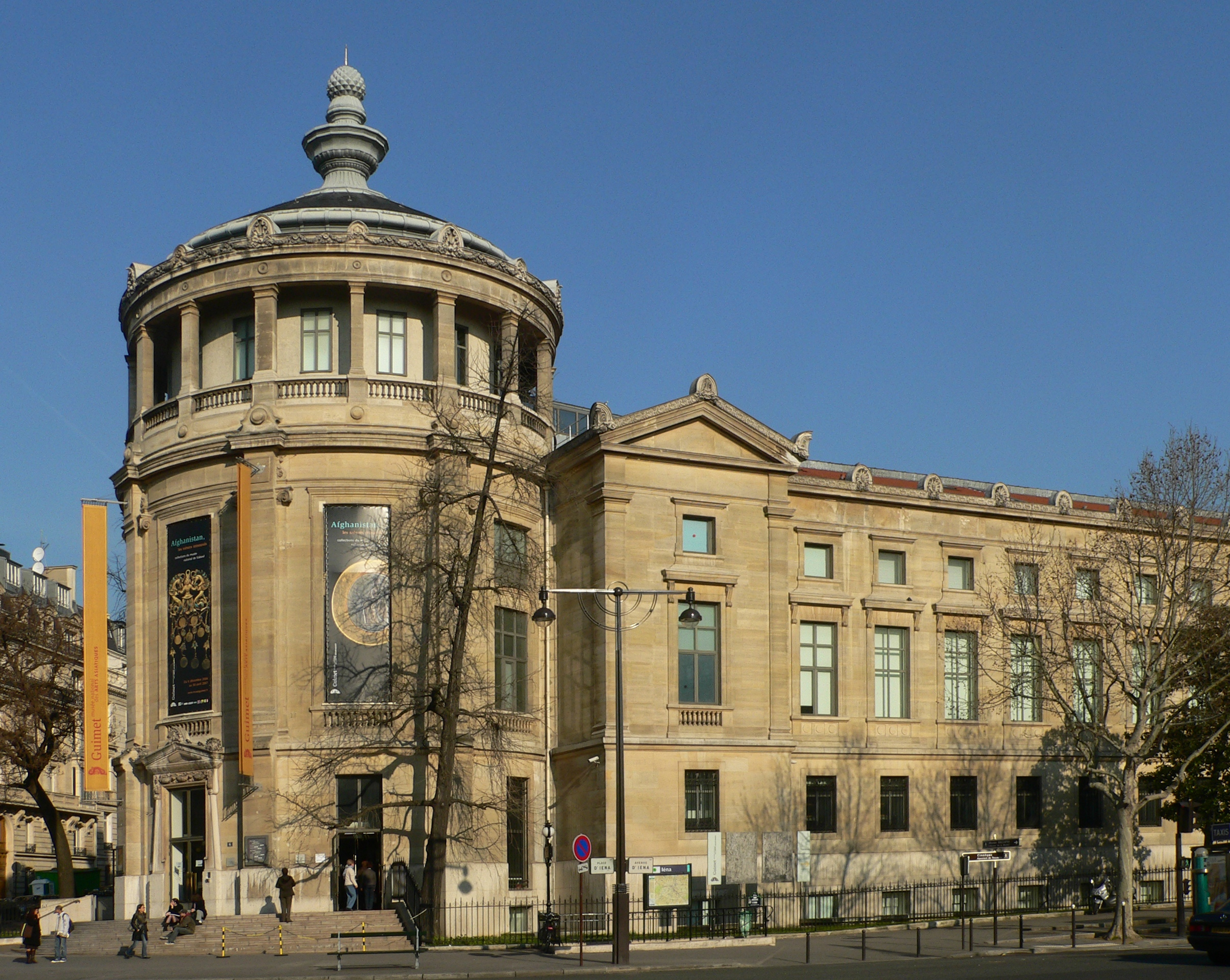
O Museu Guimet. A entrada do metrô se integra com a decoração.

A estação possui três acessos. A boca adjacente ao Museu Guimet é ornada de um candelabro Val d'Osne onde o entourage, original, é acompanhado dos portões do museu. Uma outra boca é munida de um candelabro Dervaux.
A escadaria adjacente ao Museu Guimet é uma das poucas no metrô de Paris a ser ligeiramente curva.

### Plataformas
Iéna é uma estação de configuração padrão: ela possui duas plataformas laterais, separadas pelas vias do metrô e a abóbada é elíptica. A decoração é do estilo utilizado pela maioria das estações de metrô: a faixa de iluminação é branca e arredondada no estilo de "Gaudin" da renovação do metrô da década de 2000, e as telhas em cerâmica brancas biseladas recobrem os pés-direitos, a abóbada e o tímpano. Os quadros publicitários são em faiança da cor de mel e o nome da estação é também em faiança. Os assentos são do estilo "Motte" de cor vermelha.

### Intermodalidade
A estação é servida pelas linhas 32, 63 e 82 da rede de ônibus RATP.

## Pontos turísticos
- Centro Cultural Coreano
- Museu Guimet
- Square Brignole-Galliera e Museu Galliera
- Instituto Goethe
- Palais de Tokyo
- Palais d'Iéna abrigando:
  - o Conselho Econômico, Social e Ambiental
  - a Câmara de Comércio Internacional